# 六偏磷酸钠
六偏磷酸钠（英語：Sodium hexametaphosphate，縮寫：SHMP、E編碼：E452(i)），是指六聚体 (NaPO3)6。商品六偏磷酸钠是多种聚磷酸盐的混合物，即多偏磷酸钠，而六聚物是其中的一种。

## 制备
1、磷酸二氢钠法 由二水磷酸二氢钠加热至110～230°C分别脱去两个结晶水和结构水，再进一步加热至620°C脱水，生成偏磷酸钠熔融物，并聚合成六偏磷酸钠。然后卸出，从650°C冷却至60～80°C时制片，经粉碎制得六偏磷酸钠成品。
{\displaystyle {\rm {\ NaH_{2}PO_{4}\cdot 2H_{2}O\rightarrow NaH_{2}PO_{4}+2H_{2}O}}}
{\displaystyle {\rm {\ 2NaH_{2}PO_{4}\rightarrow Na_{2}H_{2}P_{2}O_{7}+H_{2}O}}}
{\displaystyle {\rm {\ Na_{2}H_{2}P_{2}O_{7}\rightarrow 2NaPO_{3}+H_{2}O}}}
{\displaystyle {\rm {\ 6NaPO_{3}\rightarrow (NaPO_{3})_{6}}}}
2、由五氧化二磷与纯碱按一定比例混合反应，并加热使其脱聚，生成的六偏磷酸钠熔体经骤冷制片、冷却，得到工业六偏磷酸钠成品。
{\displaystyle {\rm {\ P_{2}O_{5}+Na_{2}CO_{3}\rightarrow 2NaPO_{3}+CO_{2}\uparrow }}}
{\displaystyle {\rm {\ 6NaPO_{3}\rightarrow (NaPO_{3})_{6}}}}

## 用途
六偏磷酸钠是一种多价螯合剂并在工业中广泛运用，包括作为食品添加剂。可以将碳酸钠加入六偏磷酸钠中，提高其pH值至8.0-8.6，作为硬水软化剂和清洁剂使用。